# Ahmad Taktouk
Ahmad Taktouk (أحمد تكتوك; Beirut, 29 settembre 1984) è un calciatore libanese, portiere del Tripoli.

## Carriera

### Club
Ha giocato nella prima divisione libanese.
In carriera ha giocato complessivamente 6 partite in Coppa dell'AFC (4 nel 2015 e 2 nel 2017).

## Statistiche

### Cronologia presenze in nazionale
| Cronologia completa delle presenze e delle reti in nazionale ― Libano | Cronologia completa delle presenze e delle reti in nazionale ― Libano | Cronologia completa delle presenze e delle reti in nazionale ― Libano | Cronologia completa delle presenze e delle reti in nazionale ― Libano | Cronologia completa delle presenze e delle reti in nazionale ― Libano | Cronologia completa delle presenze e delle reti in nazionale ― Libano | Cronologia completa delle presenze e delle reti in nazionale ― Libano | Cronologia completa delle presenze e delle reti in nazionale ― Libano |
| Data                                                                  | Città                                                                 | In casa                                                               | Risultato                                                             | Ospiti                                                                | Competizione                                                          | Reti                                                                  | Note                                                                  |
| --------------------------------------------------------------------- | --------------------------------------------------------------------- | --------------------------------------------------------------------- | --------------------------------------------------------------------- | --------------------------------------------------------------------- | --------------------------------------------------------------------- | --------------------------------------------------------------------- | --------------------------------------------------------------------- |
| 19-2-2014                                                             | Beirut                                                                | Libano                                                                | 3 – 1                                                                 | Pakistan                                                              | Amichevole                                                            | -1                                                                    | 86’                                                                   |
| 24-5-2015                                                             | Dubai                                                                 | Libano                                                                | 2 – 2                                                                 | Siria                                                                 | Amichevole                                                            | -1                                                                    | 46’                                                                   |
| Totale                                                                |                                                                       | Presenze                                                              | 2                                                                     |                                                                       | Reti                                                                  | -2                                                                    |                                                                       |

### Nazionale
Con la Nazionale libanese ha preso parte alla Coppa d'Asia 2019.